# Lose Control (canción de Waldo's People)
«Lose Control» fue la canción de la banda finesa Waldo's People que representó a ese país en el Festival de la Canción de Eurovisión 2009 celebrado en Moscú, Rusia. La banda ganó el derecho de representar a su país después de alzarse con la victoria en su preselección nacional (el Euroviisut) el 31 de enero de 2009.
En el Festival de Eurovisión, la canción clasificó en la primera semifinal el 12 de mayo gracias a la repesca que hizo el jurado. En la final, la canción quedó en último lugar con tan solo 22 puntos.

## Vídeo musical
El video musical de la canción fue lanzado el 10 de diciembre de 2008.
En el video, se ve a un grupo de personas sin hogar, de pronto, uno de ellos cae al suelo. Durante el video, el tipo permanece en el suelo, mientras los demás se acercan y sólo lo miran, sin ayudarle. Al final, una mujer (Karoliina Kallio) lo atiende, aparenciéndole desde su espalda unas alas de ángel.

## Lista de sencillos
1. "Lose Control" (Radio Edit) – 2:58
2. "Lose Control" (Extended Version) – 5:22
3. "Lose Control" (JS16 Remix) – 5:33
4. "Lose Control" (In Styles Club Remix) – 7:10
5. "Lose Control" (Franjola and Lerk Remix) – 4:53

## Listas de éxitos
| Lista (2009) | Puesto |
| ------------ | ------ |
| Finlandia    | 1      |
| Rusia        | 299    |
| Suecia       | 11     |
| Suiza        | 57     |
| Reino Unido  | 100    |